# Estadio Cementos Progreso
Estadio Cementos Progreso – wielofunkcyjny stadion sportowy w stołecznym mieście Gwatemala, w departamencie Gwatemala. Jest używany głównie do rozgrywania spotkań piłki nożnej. Obiekt może pomieścić 17 500 widzów, a swoje mecze rozgrywają na nim drużyny Comunicaciones FC, Cremas B i Capitalinos FC.
Jest trzecim pod względem wielkości stadionem w Gwatemali, zaraz po narodowej arenie Estadio Doroteo Guamuch Flores oraz Estadio Israel Barrios. Uznawany za jeden z najnowocześniejszych i najbardziej kompletnych stadionów w kraju.
Stadion został zainaugurowany 10 listopada 1991 pod nazwą Estadio Carlos F. Novella, nadaną na cześć założyciela przedsiębiorstwa Cementos Progreso, krajowego lidera w produkcji materiałów budowlanych i głównego sponsora obiektu. Niedługo potem zmieniono nazwę stadionu na Estadio La Pedrera (od osiedla La Pedrera, w którym został wzniesiony), by ostatecznie pozostać przy nazwie Estadio Cementos Progreso. Określany jest niekiedy przydomkiem „Coloso de la Zona 6” („Kolos strefy 6”), gdyż znajduje się właśnie w strefie 6 stołecznego miasta Gwatemala.
Obiekt posiada salę gimnastyczną, boczne boiska do piłki nożnej siedmioosobowej i jedenastoosobowej, prywatne loże, budki radiowe i telewizyjne, salę prasową oraz ekran reklamowy w wysokiej rozdzielczości. Obok stadionu znajduje się rozległy parking oraz tereny zielone. Na obiekcie mogą się odbywać koncerty, wystawy lub inne wydarzenia kulturalne (wówczas maksymalna pojemność wynosi 9 400 osób).
W 2002 roku wokół boiska utworzono bieżnię lekkoatletyczną, która otrzymała certyfikat organizacji World Athletics. Stadion dysponuje odpowiednią infrastrukturą do dyscyplin lekkoatletycznych takich jak pchnięcie kulą, skoki w dal, rzut młotem czy skok o tyczce.
W 2010 roku na stadionie wymieniono murawę naturalną na sztuczną. Koszt prac montażowych wyniósł 4,6 miliona quetzali. Został pierwszym stadionem w kraju, który otrzymał najwyższy możliwy certyfikat jakości sztucznej murawy od FIFA (dwie gwiazdki).